# Ferencfalva (Románia)

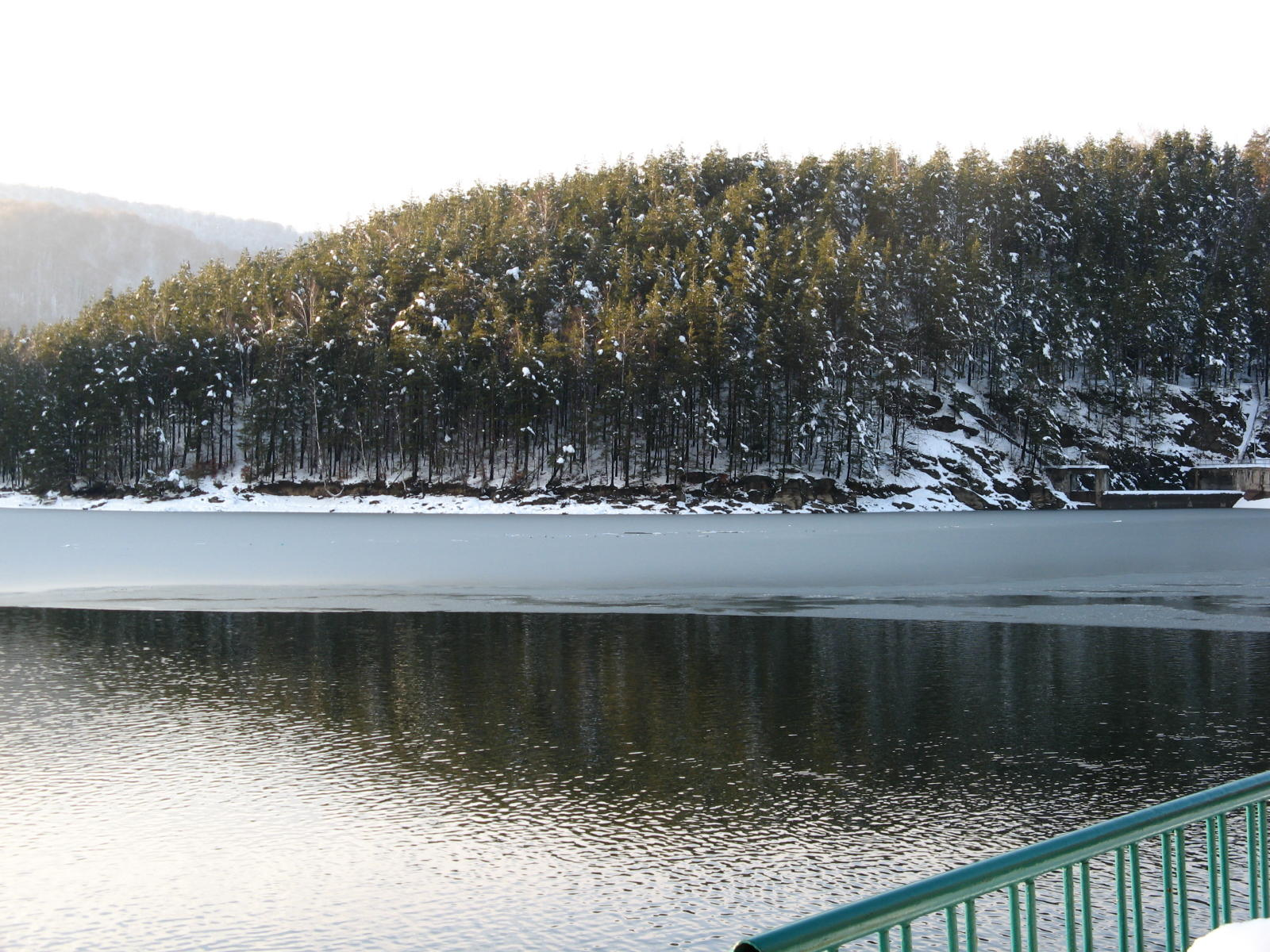
A Gozna-víztározó

Ferencfalva (románul: Văliug, a helyi ejtés szerint Valiug [val'jug], németül: Franzdorf) falu Romániában, a Bánságban, Krassó-Szörény megyében. A község területén fekszik Szemenik üdülőtelep.

## Fekvése
A Szemenik-hegységben, a Berzava mentén, Resicabányától 10–15 km-re délkeletre fekszik.

## Nevének eredete
Nevét I. Ferencről kapta.

## Története
A falut 1793-ban alapította Franz Loidl resicai erdőmester 71 felső-ausztriai (Bad Ischl, Hallstatt, Ebensee, Lambach, St. Wolfgang im Salzkammergut) és 21, főként a stájerországi Aussee-ből való, német anyanyelvű római katolikus családdal.
A 18. században a török hódoltság alatt nyaranta itt dolgozó olténiai szénégetők (bufanok) állandó településeket hoztak létre a későbbi falut körülvevő irtásokon. Ezeket az addig tizenöt különálló házcsoportban élő románokat 1800-ban beköltöztették a faluba.
Lakosainak kezdettől fogva legfontosabb megélhetési forrásuk a faszénégetés volt, a resicai üzemek számára. 1803-ban egy kohót és két hámort építettek, amelyekben a Resicabányán kitermelt vasércet dolgozták föl. Ekkoriban létesült fűrészüzeme is. 1865-ben 39 km hosszan szabályozták a Berzavát, hogy zökkenőmentessé tegyék a faúsztatást. Ekkor építették az első gátat is a folyón, fenyőtörzsekből és kövekből.
Erdei 1855-ben a StEG tulajdonába kerültek. Ezután a hutát felszámolták. Ugyancsak 1855-ben építettek utat Wolfsbergre, amelyet 1899–1903-ban egészen Temesszlatináig hosszabbítottak meg.
1858–1859-ben 237 szepességi, stószi, mecenzéfi és Pontebba környékéről származó friuli favágóval alapították a falutól délre Krivei (Crivaia) telepet, a mai üdülőhely elődjét. 1872-ben a falutól nyugatra létrejött Josephinenthal (Poiana Văliug), 21 házból álló telep, amely német nevét Bresson György vasúttársasági műszaki igazgató feleségéről kapta. 1907-ben 13 német családja a Sósdia mellett alapított Neu-Schoschdea (később Waldau) faluba települt.
Egy 1883-ban született leírás szerint „A vakító fehérre meszelt, zöld ablakredőnyös vidám kinézésű házak a Berzava mellett egy fő és két mellékutczát képeznek s a sok kereskedő és iparosczég után következtetve, valamelyik kisebb városban képzelnők magunkat…” A férfiak hét közben az erdőben dolgoztak, csak szombat esténként tértek haza. Ekkoriban már a vendéglátás is komoly jövedelmet jelentett lakóinak. 1893 és 1911 között az Izvoruzen völgyben öt és fél km-es sodronykötélpálya kötötte össze Wolfsberggel, amelyen a hegyekben kitermelt fát szállították le a Berzavára.
Előbb a katonai határőrvidékhez, 1872–1880-ban Krassó, 1880-tól 1926-ig Krassó-Szörény vármegyéhez tartozott. 1907-ben kisközségből nagyközséggé alakult. A vízerőmű segítségével 1916-ban villamossággal látták el fűrészüzemét és a központ épületeit (pl. a községházát és az erdészetet). Azóta ezt a központi, az ún. Văliugul bătrân és a Văliugul de la deal közötti településrészt románul Oraș-nak ('város') nevezik. 1945–46-ban ortodox kolostort alapítottak benne. Német nyelvű oktatás 1962-ig létezett a településen.

## Népessége
- 1900-ban 2481 lakosából 1301 volt román, 1054 német, 73 cseh és 47 magyar anyanyelvű; 1312 ortodox és 1156 római katolikus vallású. A lakosság 50%-a tudott írni-olvasni és a nem magyar anyanyelvűek 2%-a beszélt magyarul.
- 2002-ben 982 lakosából 881 volt román és 80 német nemzetiségű; 890 ortodox és 84 római katolikus vallású.

## Látnivalók
- Szemenik üdülőtelep.
- Az első völgyzárógát 1901 és 1904 között épült a Berzaván, vasbetonból és kőből. Ez 90 m hosszú, 20 m széles és 3 m magas. 1909-ben átadták a falu alatt elterülő Berzava-víztározót, amely Resicabányát látta el ivóvízzel. A duzzasztással párhuzamosan négy csatorna (a leghosszabb 1768 m hosszú) és négy akvadukt is épült (30, 80 és 180 m hosszúak és 15–18 m magasak). A gátat 1916-ban kezdték villamos energia előállítására hasznosítani.
- 1947 és 1953 között egy 230 m széles és 48 m magas völgyzárógát segítségével létrehozták a 66 hektáros Gozna-víztározót. Rajta üzemel a Crăinicel-vízerőmű.
- A Gozna-víztározó (Ferencfalvi-tó) partján található Crivaia üdülőtelep, nyaralókkal, alpi stílusú villákkal.
- A Klausz-villa a falutól délre, légvonalban 10 km-re található. 1808-ban épült, 1853-ban átépítették. Ma 80 férőhelyes turistaszállóként és gyerektáborként működik.
- A római katolikus templom 1861-ben, neogótikus stílusban épült. A faluban 1818-tól száz éven át főként magyar és szláv ajkú plébánosok szolgáltak.

## Gazdasága
A faluban számtalan villa és panzió működik, gazdasága nagyrészt a téli és nyári turizmusra épül.

## Híres emberek
- 1845-ben itt született Schmidt Ágoston piarista tanár.
- 1874-ben itt született Iosif Velceanu zeneszerző, karnagy.